# Grace Ayemoba
Grace Ayemoba (* 26. Dezember 1981) ist eine nigerianische Hürdenläuferin, die sich auf den 100-Meter-Hürdenlauf spezialisiert.

## Sportliche Laufbahn
Erste internationale Erfahrungen sammelte Grace Ayemoba bei den Commonwealth Games 2018 im australischen Gold Coast, bei denen sie in 13,59 s in der ersten Runde ausschied. Im Sommer belegte sie bei den Afrikameisterschaften im heimischen Asaba in 13,68 s den vierten Platz. Auch bei den Afrikaspielen in Rabat im Jahr darauf erreichte sie mit neuer Bestleistung von 13,46 s Rang vier.
2017 wurde Ayemoba nigerianische Meisterin im 100-Meter-Hürdenlauf.

## Persönliche Bestzeiten
- 100 m Hürden: 13,46 s (−0,6 m/s), 28. Januar 2018 in Port Harcourt